# Arnholdt Kongsgård
Arnholdt Johannes Kongsgård (ur. 23 listopada 1914 w Kongsbergu, zm. 22 stycznia 1991 tamże) – norweski skoczek narciarski. Jego największym sukcesem jest wywalczenie brązowego medalu na mistrzostwach świata w Zakopanem. Wyprzedzili go Josef Bradl i Birger Ruud. Ponadto zajął 6. miejsce na mistrzostwach świata w Lahti.

## Mistrzostwa świata
- Indywidualnie
  - 1938 Lahti (FIN) – 6. miejsce
  - 1939 Zakopane (POL) – brązowy medal (duża skocznia)